# Mehmet Aykaç
Mehmet Aykaç (* 25. April 1992 in Erzin) ist ein türkischer Schauspieler.

## Leben und Karriere
Aykaç wurde am 25. April 1992 in Erzin geboren. Er absolvierte das Konservatorium der Universität Istanbul im Bereich Opern- und Chorgesang. Sein Debüt gab er 2013 in der Fernsehserie Eski Hikâye. 2014 trat er in der Serie Sil Baştan auf. Von 2015 bis 2018 war er in Kırgın Çiçekler zu sehen. Zwischen 2018 und 2019 spielte er in Bir Litre Gözyaşı mit. Außerdem wurde Aykaç 2022 für die Serie İyilik gecastet. Im selben Jahr bekam Aykaç eine Rolle in der Serie Etkileyici.

## Filmografie
Serien
- 2013: Eski Hikâye
- 2014: Sil Baştan
- 2015–2018: Kırgın Çiçekler
- 2018–2019: Bir Litre Gözyaşı
- 2021–2022: Kıbrıs: Zafere Doğru
- 2022: İyilik
- 2022–2023: Etkileyici

Sendungen
- 2012: O Ses Türkiye

## Theater
- 2022: Sidikli Kasabası Müzikali